# Kirchberg an der Jagst
Kirchberg an der Jagst é uma cidade da Alemanha localizada no distrito de Schwäbisch Hall, região administrativa de Estugarda, estado de Baden-Württemberg.